# Цянь Хун (плавчиня)
Цянь Хун (30 січня 1971) — китайська плавчиня.
Олімпійська чемпіонка 1992 року, призерка 1988 року.
Переможниця Пантихоокеанського чемпіонату з плавання 1987, 1989 років.
Призерка літньої Універсіади 1991 року.